# 김의성 (1962년)
김의성(金義性, 1962년 3월 25일~)은 대한민국의 제8·9대 강원도 양양군의원이다. 강원도 양양군 손양면 출생이다.

## 학력
- 손양국민학교 35회 졸업
- 양양중학교 23회 졸업
- 양양고등학교 26회 졸업
- 관동대학교 사범대학 음악교육과 졸업

## 경력
- 양양중학교 23회·양양고등학교 26회 동창회장
- 양양군 축구협회 선수선발위원장
- (사)강원도학원연합회 부회장
- 청룡우리회 학교지킴이 회장
- 양양고등학교 학교폭력 상담교사
- 한국음악협회 양양군지부장
- (사)양양군 학원연합회 회장
- 제1회 세계여름태권도축제위원회 감사
- 양양고등학교 관악동문회장
- 양양군 태권도협회 상임이사
- 리더십계발학회 양양지회장
- 월광아이네트학원장
- 월광·고려학원장
- 손양자율방범대 부대장
- 한국음악협회 양양지부장
- 양양예술문화단체총연합회 상임부회장
- 손양자율방범대원
- 한국예총 양양군지회 상임부회장
- 김정문알로에 양양지사장
- 손양의용소방대원
- 손양농촌지도자회원
- 한국예술문화단체양양군지회장 권한대행
- 민족통일양양군협의회 회원
- 2018.7~2022.6 제8대 강원도 양양군의회 의원
- 2018.7~2020.7 제8대 강원도 양양군의회 전반기 예산결산특별위원회 위원
- 2020.7~2022.6 제8대 강원도 양양군의회 후반기 의장
- 2020.07.29 더불어민주당 탈당
- 한국산업기술원 지방자치연구소 특임교수
- 2022.7~2023.12 제9대 강원도 양양군의회 의원
- 2022.7~2023.12 제9대 강원도 양양군의회 전반기 예산결산특별위원회 위원장
- 2022.9~2022.11 제9대 강원도 양양군의회 낙산대형건축공사장인근싱크홀발생에따른행정사무조사특별위원회 위원

## 수상
- 사회교육유공부문 강원도 교육감 표창
- 사회봉사부문 강원도지사 표창
- 평생교육유공부문 부총리 겸 교육인적자원부 장관 표창
- 양양군수 표창

## 의원직 상실
- 2023년 12월 7일 ‘선거법 위반’ 김의성 양양군의원 당선무효형 확정

## 역대 선거 결과
|  | 4.89% |

|  | 13.97% |

|  | 11.95% |

|  | 23.00% |

|  | 18.10% |